# Rodolphe Spichiger
Rodolphe-Edouard Spichiger (* 12. März 1946 in Genf) ist ein Schweizer Botaniker. Sein botanisches Autorenkürzel lautet „Spichiger“.

## Leben
Spichiger absolvierte seine gesamte Schulausbildung in Genf und besuchte das Collège de Genève, wo er 1965 die lateinische Matura ablegte. Nach einem Jahr als Vertretungslehrer begann er unter der Leitung von Jacques Miège ein Studium der Naturwissenschaften an der Universität Genf, das er 1971 abschloss. Parallel dazu arbeitete er von 1968 bis 1970 im Labor von Jacques Naef. 1971 erhielt er vom Schweizerischen Nationalfonds ein Stipendium, das es ihm ermöglichte, in Adiopodoumé am Centre Suisse de Recherche Scientifique (CSRS) in der Nähe von Abidjan, Elfenbeinküste, zu forschen und Material für seine Dissertation zum Thema Wald-Savannen-Kontakt zu sammeln. Von 1973 bis 1976 war er Direktor des CSRS. 1977 wurde er unter der Leitung von Miège und George Marie Mangenot mit der Dissertation Contribution à l’étude du contact entre flores sèche et humide sur les lisières des formations forestières humides semi-décidues du V baoulé et de son extension nord-ouest (Côte d’Ivoire centrale) zum Doktor an der Universität Genf promoviert.
Von 1977 bis 1979 diente Spichiger als Berufsoffizier in der Schweizer Armee. Anschliessend setzte er seine Karriere in der Milizarmee fort, wo er mehr als 2500 Diensttage leistete. 1979 wurde er stellvertretender Konservator am Jardin botanique de Genève (CJBG). Nachdem der amtierende Direktor, Gilbert Bocquet, während einer Dienstreise nach Korsika unerwartet gestorben war, übernahm Spichiger den Posten als Interimsdirektor. 1987 wurde ihm die Leitung des Botanischen Gartens übertragen, die er bis 2006 innehatte. Ebenfalls 1987 wurde er zum ausserordentlichen Professor für Biosystematik und Floristik an der Universität Genf ernannt. Seitdem gab er Lehrgänge in systematischer Botanik, tropischer Botanik, Biodiversität und Landschaftsarchitektur und unterrichtete nicht nur an der naturwissenschaftlichen Fakultät und der Architekturschule, sondern übernahm auch Lehraufträge in Asunción, Paraguay, sowie in Dakar, Senegal.
1980 gab die Direktion für Entwicklungszusammenarbeit und humanitäre Hilfe (DEH, heute DEZA) der Schweiz eine Bestandsaufnahme der Baumarten im Arboretum des Distrikts Jenaro Herrera, unterhalb von Iquitos am Río Ucayali in Peru, in Auftrag. Gemeinsam mit Luciano Bernardi begann er mit einem Projekt, das die Beschreibung von fast 500 Arten auf einer Fläche von 9 Hektar im peruanischen Amazonasregenwald ermöglichte, darunter vier neuen Arten.
1983 startete er das internationale Projekt Flora del Paraguay in Zusammenarbeit mit dem Missouri Botanical Garden, das seitdem Gegenstand der gleichnamigen Schriftenreihe ist, in der alle bekannten Pflanzenarten Paraguays aufgelistet sind.
In den 1990er Jahren richtete Spichiger das molekularbiologische Labor im Botanischen Garten Genf ein, wo Wissenschaftler die modernsten Technologien in der Taxonomie und Phylogenie nutzen können.
2003 wurde Spichiger zum Mitglied des wissenschaftlichen Rates des IRD (Institut de Recherche pour le Développement, ehemals ORSTOM) und des Muséum national d’histoire naturelle in Paris ernannt. In letzterer Funktion war er für die Prüfung der lebenden Pflanzensammlungen und Herbarbelege zuständig. Im Juni 2006 ernannte ihn der Staatsrat von Genf zum Vertreter der akademischen Kreise im Umweltrat.
Spichiger hat über 250 wissenschaftliche Artikel, Berichte oder populärwissenschaftliche Texte veröffentlicht. 2002 erschien Botanique systématique. Avec une introduction aux grands groupes de champignons, ein Standardwerk für Biologiestudenten. Dieses Buch wurde innerhalb von vier Jahren zweimal neu aufgelegt und 2004 auch ins Englische übersetzt.

## Erstbeschreibungen von Rodolphe Spichiger
- Ilex lilianeae Loizeau & Spichiger
- Ilex juttana Loizeau & Spichiger
- Ilex hualgayoca Loizeau & Spichiger
- Ilex weberlingii Loizeau & Spichiger
- Ilex gabrielleana Loizeau & Spichiger
- Ilex gotardensis Loizeau & Spichiger
- Ilex maasiana Loizeau & Spichiger
- Inga ricardorum Bernardi & Spichiger

## Ehrungen und Dedikationsnamen
1995 erhielt er den Greensfelder Award des Missouri Botanical Garden, in Anerkennung seiner Arbeit auf dem Gebiet der Erhaltung und des Schutzes der Umwelt. 1999 wurde ihm die Ehrendoktorwürde der Universidad Nacional de Asunción in Paraguay zuteil. Im Juni 2006 erhielt er vom Verwaltungsrat des Botanischen Gartens Genf den Titel eines Ehrendirektors. Nach Spichiger sind die Arten Miconia spichigeri, Vantanea spichigeri und Cybianthus spichigeri benannt.